# 呷玛泽登
呷玛泽登（藏語：སྐར་མ་ཚེ་བརྟན།，威利转写：skar ma tshe brtan，1936年1月—），男，藏族，中华人民共和国军事人物，中国人民解放军少将，曾任西藏军区副司令员，西藏自治区政协副主席。